# Ommatius nigrifemorata
Ommatius nigrifemorata är en tvåvingeart som först beskrevs av Jacques-Marie-Frangile Bigot 1876.  Ommatius nigrifemorata ingår i släktet Ommatius och familjen rovflugor. Inga underarter finns listade i Catalogue of Life.